# UFC Fight Night: Bader vs. Saint Preux
UFC Fight Night: Bader vs. Saint Preux è stato un evento di arti marziali miste tenuto dalla Ultimate Fighting Championship il 16 agosto 2014 al Cross Insurance Center di Bangor, Stati Uniti.

## Retroscena
Il Main Event mise di fronte Ryan Bader e Ovince St. Preux, nella categoria dei pesi mediomassimi.
Questo evento è stato il primo organizzato dalla UFC nel Maine.
Dopo la cancellazione dell'evento UFC 176, gli incontro Bobby Green vs. Abel Trujillo, Jussier Formiga vs. Zach Makovsky e Gray Maynard vs. Fabricio Camoes vennero spostati per questo evento. L'11 luglio, Green venne rimosso dalla card a causa di un infortunio e sostituito da Ross Pearson.
Il 4 agosto, Trujillo venne rimpiazzato da Gray Maynard. L'avversario iniziale di Maynard, Fabricio Camoes venne rimosso dalla card.

## Risultati
|                  | Divisione          |                 |                 |                  | Metodo                                      | Round           | Tempo           | Premio          |
| Card principale  | Card principale    | Card principale | Card principale | Card principale  | Card principale                             | Card principale | Card principale | Card principale |
| ---------------- | ------------------ | --------------- | --------------- | ---------------- | ------------------------------------------- | --------------- | --------------- | --------------- |
|                  | Pesi Mediomassimi  | Ryan Bader      | batte           | Ovince St. Preux | Decisione unanime (48-47, 49-46, 49-46)     | 5               | 5:00            |                 |
|                  | Pesi Leggeri       | Ross Pearson    | batte           | Gray Maynard     | KO Tecnico (pugni)                          | 2               | 1:35            |                 |
|                  | Pesi Medi          | Tim Boetsch     | batte           | Brad Tavares     | KO Tecnico (pugni)                          | 2               | 3:18            | POTN            |
|                  | Pesi Welter        | Alan Jouban     | batte           | Seth Baczynski   | KO (pugno)                                  | 1               | 4:23            | FOTN            |
|                  | Pesi Massimi       | Shawn Jordan    | batte           | Jack May         | KO Tecnico (pugni)                          | 3               | 2:03            |                 |
|                  | Pesi Piuma         | Thiago Tavares  | batte           | Robbie Peralta   | Sottomissione (rear-naked choke)            | 1               | 4:27            | POTN            |
| Card preliminare |                    |                 |                 |                  |                                             |                 |                 |                 |
|                  | Pesi Mosca         | Jussier Formiga | batte           | Zach Makovsky    | Decisione unanime (29-28, 29-28, 29-28)     | 3               | 5:00            |                 |
|                  | Pesi Gallo Femmine | Sara McMann     | batte           | Lauren Murphy    | Decisione non unanime (29-28, 28-29, 29-28) | 3               | 5:00            |                 |
|                  | Pesi Medi          | Tom Watson      | batte           | Sam Alvey        | Decisione unanime (29-28, 29-28, 29-28)     | 3               | 5:00            |                 |
|                  | Pesi Gallo         | Frankie Saenz   | batte           | Nolan Ticman     | Decisione unanime (30-27, 30-27, 30-27)     | 3               | 5:00            |                 |

## Premi
I lottatori premiati ricevettero un bonus di 50.000 dollari
Legenda:
- FOTN: Fight of the Night (vengono premiati entrambi gli atleti per il miglior incontro dell'evento)
- POTN: Performance of the Night (viene premiato il vincitore per la migliore performance dell'evento)

## Incontri annullati
|  | Divisione    |              |        |                 | Motivo                           |
|  | ------------ | ------------ | ------ | --------------- | -------------------------------- |
|  | Pesi Leggeri | Bobby Green  | contro | Abel Trujillo   | Green si infortunò               |
|  | Pesi Leggeri | Ross Pearson | contro | Abel Trujillo   | Trujillo venne rimoso dalla card |
|  | Pesi Leggeri | Gray Maynard | contro | Fabricio Camoes | Camoes venne rimosso dalla card  |